# 刘允乐
刘允乐（1978年4月14日—），臺灣裔加拿大人，华语流行音乐男歌手。2005年1月，发行首张个人专辑《允乐》，从而正式步入歌坛。2006年入圍第十七届金曲奖“最佳流行音乐演唱新人奖”。他的成名曲《太早》至今依旧有影响力。

## 生平

### 早年生活
1978年4月14日，刘允乐出生于台湾台中市。小学一到五年级就读于省三国民小学。六年级就读于台中的一所美国学校，并且还担任过这所学校的篮球领队。
1991年，他在台中Morrison美国学校就读初中。1992年，完成初一学年并移民至加拿大，然后在RCS国高中、博域中学完成高中学业。之后又在不列颠哥伦比亚大学完成大学学业。

### 进军歌坛
2005年，刘允乐加入由台湾音乐人许常德创办的大无限国际娱乐有限公司，成为该公司的首位签约歌手，并于同年1月7日发行首张个人专辑《允乐》，正式进入歌坛。他的这张专辑收录的歌曲《太早》也在当年被选作电视剧《绝对计划》的片尾曲。
2006年4月，他与何以奇共同演唱的《Don't break my heart》正式发行，收录于何以奇的专辑《黑白世界》中。5月，凭借个人专辑《允乐》入围金曲奖。6月10日，参加《第17届金曲奖颁奖典礼》，最終入圍“最佳流行音乐演唱新人奖”。

### 悄然隐退
2006年，刘允乐在入围金曲奖后接受媒体采访。在回答关于是否会推出新专辑的问题时，他没有给出明确的答复，而是表示自己想学习幕后制作。
2007年，发片没有着落的刘允乐悄然退出歌坛。其演唱的歌曲《太早》已成为经典。

## 音乐作品

### 专辑
- 《允乐》 发行时间：2005年1月7日 语言：国语

### 单曲
- 《Don't break my heart》（&何以奇） 发行时间：2006年4月 语言：国语

## 獎項紀錄
| 年份   | 頒獎典禮     | 獎項                   | 作品     | 結果 |
| ------ | ------------ | ---------------------- | -------- | ---- |
| 2006年 | 第17屆金曲獎 | 最佳流行音樂演唱新人獎 | 《允樂》 | 提名 |